# Pequeña Santa Sofía
La iglesia de San Sergio y San Baco (griego, Eκκλησία τῶν Άγίων Σεργίου καί Βάκχου ὲν τοῖς Ὸρμίσδου), conocida en turco como mezquita Pequeña Santa Sofía (Küçuk Ayasofya Camii), es una mezquita de Estambul, Turquía, que tiene su origen en una iglesia ortodoxa dedicada a San Sergio y San Baco en Constantinopla, que se convirtió en templo musulmán durante el Imperio otomano.
El edificio bizantino con una cúpula central fue erigido en el siglo VI, siendo el modelo en el que se inspiraron para la construcción de Santa Sofía, por lo que es conocida también con el nombre de Pequeña Santa Sofía. Es uno de los mejores ejemplos de arquitectura bizantina temprana de Estambul.

## Localización
El edificio está situado en el distrito de Eminönü, Estambul, Turquía a escasa distancia del Mar de Mármara, el Gran Palacio y el Hipódromo de Constantinopla. Está separada del mar por la línea de ferrocarril de Sirkeci-Halkalı y la carretera que discurre por la costa.

## Historia

### Periodo bizantino
Según cuenta la leyenda durante el reinado de Justino I, su sobrino Justiniano fue acusado de traición contra el trono por lo que fue sentenciado a muerte. Sin embargo los santos se aparecieron en un sueño a Justino y atestiguaron la inocencia de Justiniano. Gracias a esto fue liberado y su título de César fue restaurado. En agradecimiento a los santos, Justiniano, prometió dedicar una iglesia a los mártires una vez fuera proclamado emperador.
La construcción de la iglesia se inició en el año 527 siendo finalizada la obra en el 536 siendo uno de los primeros actos en el reinado del emperador.
La localización que fue elegida para la nueva iglesia era un área irregular entre el palacio de Hormisdas (la casa de justiniano antes de su ascensión al trono) y la iglesia de San Pedro y San Pablo. Compartió con esta iglesia el nártex, atrio y los propileos. El templo se convirtió en el centro del complejo, y parte todavía sobrevive en el día de hoy, hacia el sur, la pared norte de uno de los dos edificios. La iglesia era una de las estructuras religiosas más importantes de Constantinopla. Poco después del templo un monasterio fue construido cerca del edificio con el mismo nombre.
Debido a su fuerte semejanza exterior a la iglesia de Santa Sofía, se cree que el edificio fue diseñado por los mismos arquitectos, llamados Isidoro de Mileto y Antemio de Tralles, y que su erección fue una especie de zona de pruebas para Santa Sofía. Sin embargo, en términos de detalles arquitectónicos, el edificio es totalmente diferente en diseño del de Hagia Sophia y la teoría de que era una versión en escala reducida se ha desacreditado en gran parte.
Durante los años 536 y 537, el palacio de Hormisdas se convirtió en un monasterio de monofistas, en donde los seguidores de esta secta, viniendo de las regiones del este del imperio y escapando las persecuciones contra ellas, encontraron la protección de la Emperatriz Teodora.
En el año 551 el papa Vigilio, el cual había sido convocado unos años a Constantinopla por Justiniano, encontró refugio en la iglesia cuando los soldados del Emperador quisieron capturarlo causando un gran alboroto.

### Periodo otomano

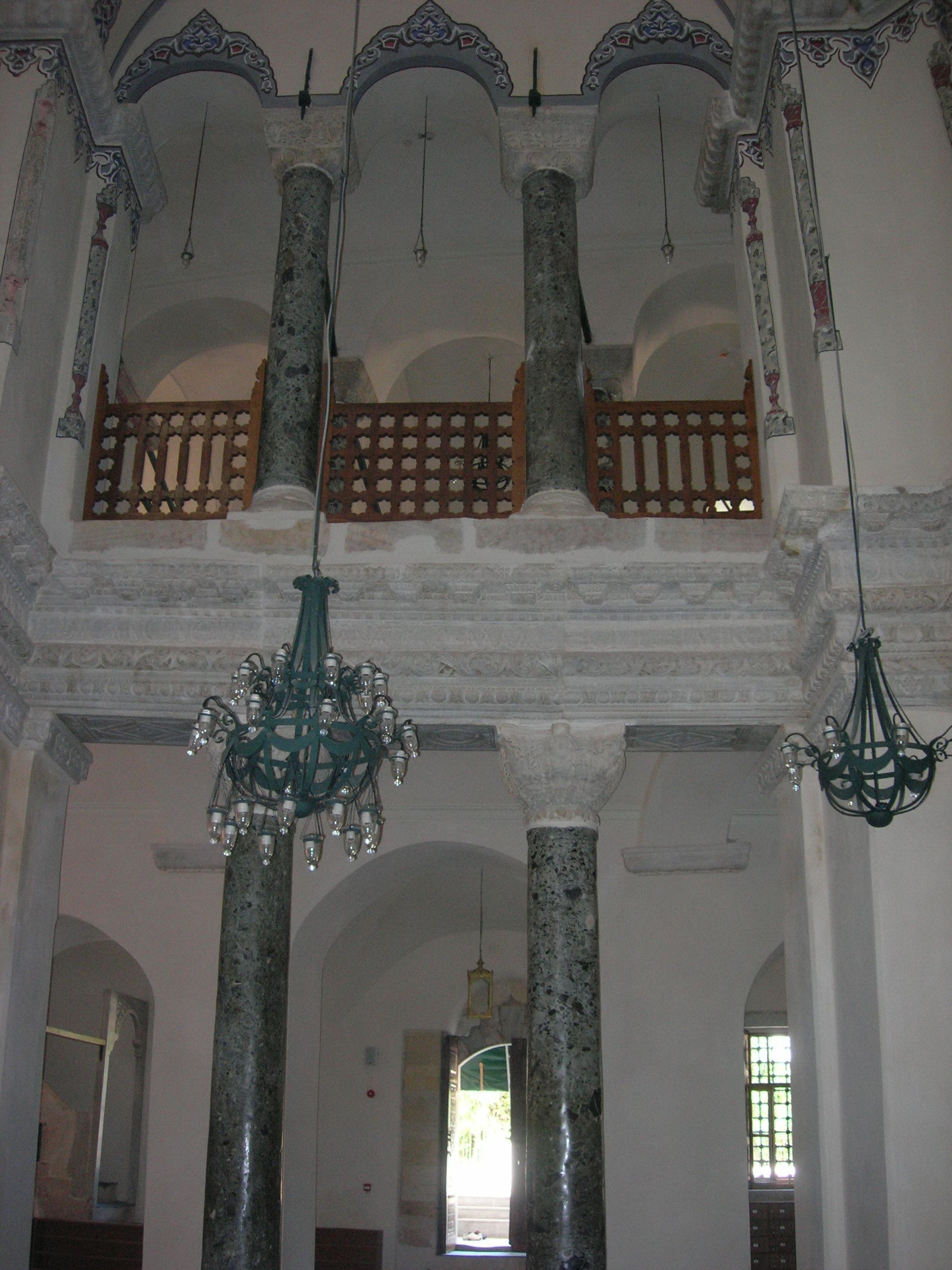
Un detalle de la columnata.

Tras la caída de Constantinopla a manos del ejército Otomano en 1453, la iglesia permaneció intacta hasta el reinado del sultán Beyazid II. Entonces, entre los años 1506 y 1513, el templo fue transformado en mezquita por Hüseyin Ağa, jefe de los Aghas, quienes custodiaban la Puerta de la Felicidad (Bab-ı-Saadet) en la residencia del Sultán en el Palacio de Topkapı. en este tiempo el pórtico de la madrasa fue añadida al edificio.
En 1740 el Gran Visir Hacı Ahmet Paşa restauró la mezquita y construyó el Şadırvan (fuente). Dañada por los terremotos de 1648 y 1763 fue reparada en 1831 bajo el reinado del sultán Mahmut II. En 1762 el minarete fue construido siendo demolido en 1940 y en 1956 fue de nuevo construido.
El mal estado del edificio por los terremotos y la humedad se agravó con la construcción del ferrocarril. La construcción de la línea del tren provocó la destrucción de partes del edificio. Otro daño más para el edificio fue su uso como vivienda para los refugiados de la guerra de los Balcanes.
Debido a las cada vez mayores amenazas para la integridad del edificio, fue agregado a la lista de seguimiento de la Unesco de monumentos en peligro. El fondo mundial de monumentos lo agregó a su lista de vigilancia de los 100 sitios más en peligro de 2002, de 2004, y de 2006. Después de que una restauración extensa que duró varios años y terminó en septiembre de 2006, se ha abierto otra vez al público y para el culto.

## Arquitectura

### Exterior

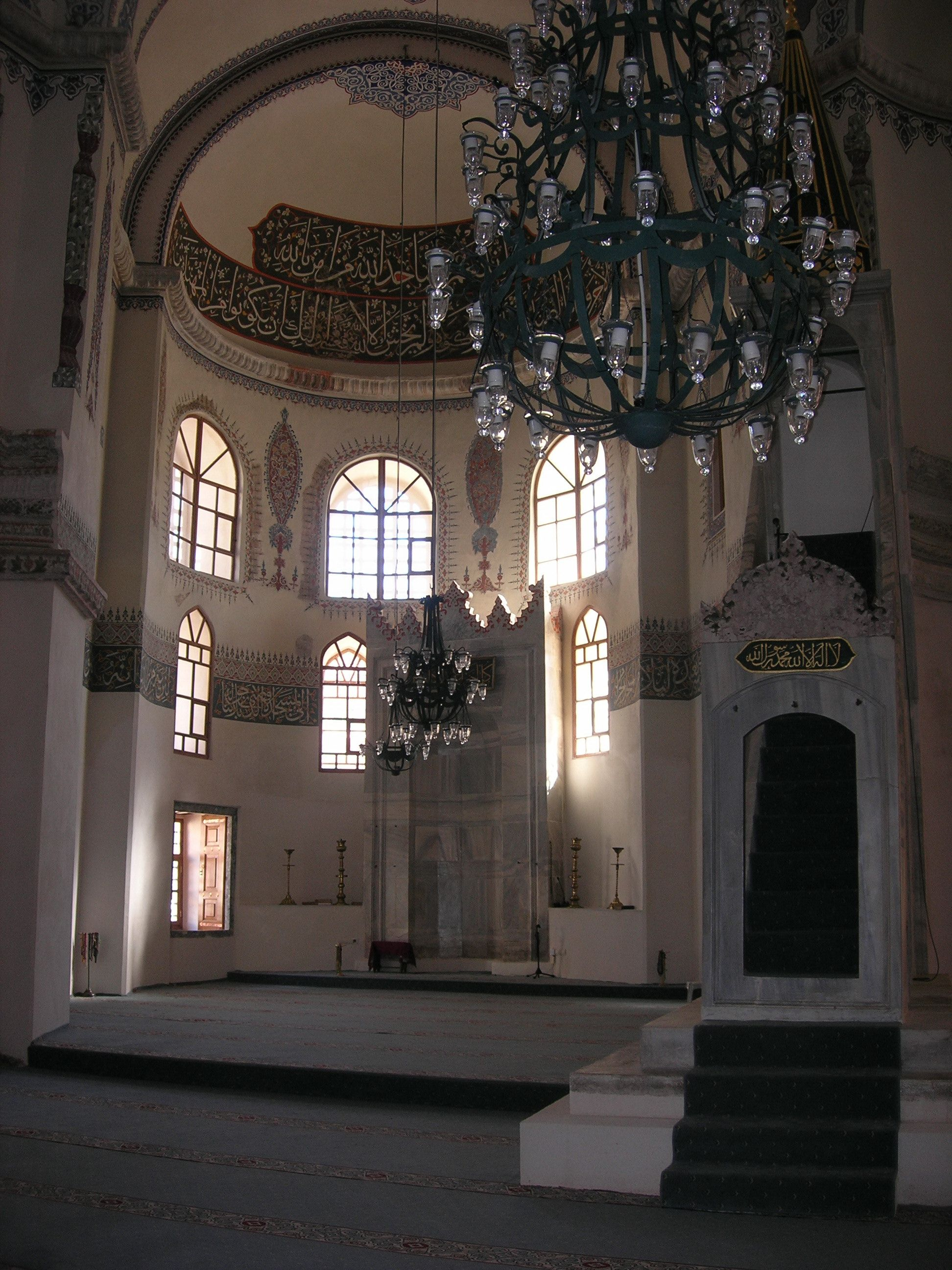
El ábside con el minbar al fondo.

La mampostería de la estructura exterior adopta la técnica de ese período en Constantinopla, utiliza ladrillos hundidos en camas gruesas del mortero. Las paredes están reforzadas por cadenas hechas de pequeños bloques de piedra.
La planta central del edificio fue repetida de forma consciente en la Basílica de San Vital en Rávena y como modelo para el arquitecto imperial Sinan en la construcción de la mezquita de Rüstem Pasha. La estructura tiene la forma de un octágono inscrito en un cuadrilátero irregular. Es rematado por una bóveda de dieciséis compartimientos con ocho secciones planas que alternan con ocho cóncavas, colocándose en ocho pilares poligonales.
El narthex se une al lado oeste, opuesto a un antecoro. Muchos efectos del edificio fueron utilizados más adelante en Hagia Sophia: los exedras amplían la nave central en diagonales, las coloridas columnas defienden los ambulatorios de la nave, y el contraste de la luz y de la sombra dan profundidad a los capiteles y el entablamento.
Delante del edificio hay un pórtico (que substituyó el atrio) y una corte (agregado durante el período del otomano), con un pequeño jardín, una fuente para las abluciones y varias tiendas pequeñas.

### Interior
En el interior del edificio hay una columnata de dos pisos que discurre a lo largo del norte, del oeste y de los lados sur. Posee una elegante inscripción en doce hexámetros griegos dedicados al emperador Justiniano, a su esposa, Teodora, y san Sergio santo-patrón de los soldados del ejército romano. Por una razón desconocida San Baco no es mencionado. La parte inferior tiene 16 columnas, mientras que la parte superior tiene 18. Muchos de los capiteles todavía llevan los monogramas de Justiniano y de Teodora.
Nada queda de la decoración interior original de la iglesia, en buena parte debido a la Crisis Iconoclasta del siglo VIII, pero según los cronistas contemporáneos, el interior estaba recubierto de mosaicos con paredes de mármol. Durante la conversión del templo a mezquita las ventanas y la entrada fueron modificadas, el nivel del suelo levantado y las paredes interiores enyesadas.

### Terrenos
En el norte del edificio hay un pequeño cementerio musulmán que contiene la Turbe (Mausoleo turco) del fundador de la mezquita, Hüseyin Ağa.